# カール3世フィリップ (プファルツ選帝侯)
カール3世フィリップ（Karl III. Philipp, 1661年11月4日 - 1742年12月31日）は、プファルツ選帝侯（在位：1716年 - 1742年）。フィリップ・ヴィルヘルムと2番目の妃でヘッセン＝ダルムシュタット方伯ゲオルク2世の娘エリーザベト・アマーリア・マグダレーネの4男。兄にヨハン・ヴィルヘルム、姉に神聖ローマ皇帝レオポルト1世妃エレオノーレ・マグダレーネ、妹にポルトガル王ペドロ2世妃マリア・ソフィア、スペイン王カルロス2世妃マリア・アナ、パルマ公子オドアルド2世妃ドロテア・ゾフィーがいる。
1716年に兄ヨハン・ヴィルヘルムが嗣子なくして死去したため、選帝侯位を継承した。1720年には宮廷をハイデルベルクからマンハイムに移した。
カール3世フィリップの死去により、ノイブルク家系のプファルツ選帝侯家は男系が断絶し、外孫エリーザベト・アウグステの夫でプファルツ＝ズルツバッハ家のカール4世フィリップ・テオドールが選帝侯位を継承した（後にバイエルン選帝侯位も継承した）。

## 結婚
1688年10月8日にベルリンで、ブランデンブルク辺境伯ルートヴィヒ（大選帝侯フリードリヒ・ヴィルヘルムの息子）の未亡人でポーランド・リトアニア共和国の女子相続人である公女ルドヴィカ・カロリナ・ラジヴィウと最初の結婚をした。ルドヴィカとの間には3人の娘と息子1人をもうけたが、成長したのは娘1人であった。
- レオポルディーネ・エレオノーレ・ヨゼフィーネ（1689年 - 1693年）
- マリア・アンナ（1690年 - 1692年）
- エリーザベト・アウグステ・ゾフィー（1693年 - 1728年） - 1717年、分家筋のプファルツ＝ズルツバッハ公子ヨーゼフ・カールと結婚した。エリーザベト・アウグステの母、初代バイエルン王マクシミリアン1世の祖母。
- 男子（1695年3月22日）

1701年12月15日にクラクフで、またもポーランド・リトアニア共和国の女子相続人である公女テレサ・ルボミルスカと再婚した。間にもうけた娘2人はいずれも夭折した。
- テオフィラ・エリーザベト・フランツィスカ・フェリーツィタス（1703年 - 1705年）
- アンナ・エリーザベト・テオフィラ（1709年 - 1712年）

1728年、フィリップ・ヴィルヘルム・フォン・トゥルン・ウント・タクシス伯爵の娘ヴィオランテ・テレジア（1683年 - 1734年）と結婚したが、1701年に帝国伯爵位に叙されたばかりであるアウクスブルク系統のトゥルン・ウント・タクシス出身の彼女との結婚は貴賤結婚と見なされた。ヴィオランテは1733年に神聖ローマ皇帝カール6世から公女の称号を認められたが、夫妻は子供を授からなかった。